# Wilhelm Ludwig (Nassau-Dillenburg)

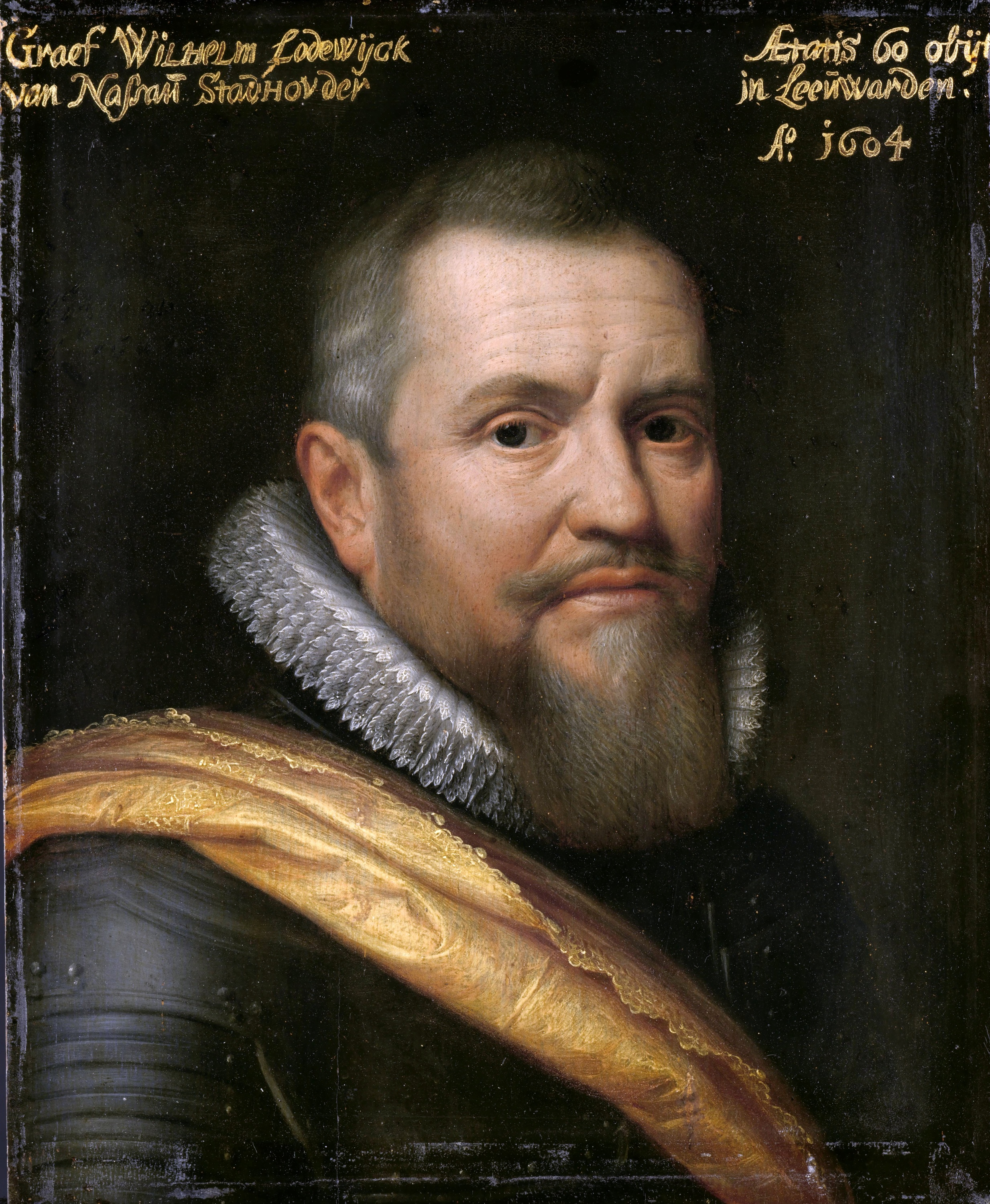
Michiel van Mierevelt, Wilhelm Ludwig, 1609, Rijksmuseum Amsterdam

Wilhelm Ludwig (* 13. März 1560 in Dillenburg; † 31. Mai 1620 in Leeuwarden), genannt Us Heit (westfriesisch Unser Vater), war Graf von Nassau-Dillenburg und Statthalter von Friesland, Stadt und Lande (Groningen) und Drenthe.

## Leben
Wilhelm Ludwig war der älteste Sohn des Grafen Johann VI. von Nassau-Dillenburg, des Bruders Wilhelms I. von Oranien. Als 1578 sein Vater Johann Statthalter von Gelderland wurde, erhielt er in jungen Jahren ein Regiment deutscher Infanterie, an dessen Spitze er mit Auszeichnung an den Kämpfen im Norden und Osten der Niederlande gegen die Spanier teilnahm.
Als überzeugter Reformierter gewann er bald das Vertrauen seines Onkels und der Patrioten. Sein ruhiges und energisches Wesen, seine Anspruchslosigkeit und Festigkeit imponierte jedermann und unterschied ihn scharf vom unbändigen Philipp von Hohenlohe,  Dietrich Sonoy oder Enten, den er durch sein ausgesprochenes militärisches Talent weit überragte. Wilhelm von Oranien ernannte Wilhelm Ludwig zu seinem Stellvertreter in Friesland und nach dessen Tode wurde er sein Nachfolger. Mit zäher Energie kämpfte er unter schwierigsten Umständen an den friesischen Grenzen gegen Francisco Verdugo. In den schwierigen Jahren von Leicesters Regierung hielt er treu zu den Holländern und bekämpfte die Ausschreitungen der Ultracalvinisten, die Friesland der englischen Königin zu überliefern versuchten. Die friesischen Regenten fanden an ihm eine treue Stütze und ließen ihn nicht im Stich, als Karl Roorda versuchte, die Provinz vollkommen republikanisch einzurichten, wenn er sich auch manche Schmälerung seiner statthalterischen Gewalt gefallen lassen musste.
Mit nicht geringerem Eifer als sein Vetter Moritz von Oranien studierte er die Kriegswissenschaft und versuchte die Einführung einer neuen Taktik. Wenn er nicht im Felde war, ließ er seine Soldaten in der Leeuwarder Garnison, wo er seinen Sitz hatte, eifrig nach römischem Vorbild exerzieren. Die Feldzüge der 1590er Jahre, an denen er einen wenn nicht glänzenden doch sehr wichtigen Anteil hatte, zeigten die Früchte seines Wirkens. Ohne seine Hilfe hätte Moritz seine Aufgabe, in wenigen Feldzügen das Gebiet der sieben Provinzen zu befreien, gewiss nicht so glänzend lösen können. Ihm selbst trugen sie nach der Übergabe oder Zurückführung Groningens in die Union, die Statthalterschaft der neu organisierten Provinz Stadt und Lande und der Landschaft Drenthe ein. Es misslang jedoch der Plan, durch Vereinigung der letzteren mit der Stadt Groningen und dem „Ommelanden“ zu einer einzigen Provinz eine weniger unbequeme politische Einrichtung des Nordostens herbeizuführen, wie es Johan van Oldenbarnevelt und auch Wilhelm Ludwig gewünscht hatten.
Mit dem Advokaten Oldenbarnevelt scheint Wilhelm Ludwig lange Zeit gut gestanden zu haben. Seine ruhige, durchaus praktische Natur fand sich besser mit demselben zurecht, da er, obwohl streng reformiert, doch immer den politischen Erwägungen Raum gab.
Wilhelm Ludwig scheint auch die Ansicht des Advokaten, es sei notwendig für längere oder kürzere Zeit Frieden mit Spanien zu machen, nicht geteilt zu haben, wenn er sich auch als erster Deputierter der Generalstaaten an den 1607 angefangenen Unterhandlungen beteiligte, und auch die Urkunde des zwölfjährigen Waffenstillstands unterschrieb. Schon waren damals die religiösen Wirren ausgebrochen, welche die Zeit des Waffenstillstands zu einer der traurigsten Perioden der niederländischen Geschichte machten.
Wilhelm Ludwig nahm entschieden Partei für die Calvinisten, die Kontrarremonstranten, welche auch unter den friesischen und Groninger Regenten bei weitem die Mehrheit besaßen. Das hatte schon bei der Gründung der friesischen Universität in Franeker 1585 mitgewirkt, wenn auch der Wunsch der Friesen, in keinerlei Hinsicht von Holland abhängig, sondern ganz auf sich angewiesen zu sein, der Hauptgrund war. Bei der eben in den ersten Jahren des Stillstands unternommenen 1614 vollzogenen Gründung der Groninger Universität war jedoch die Ansicht maßgebend, es sei notwendig, dem libertinischen Leiden gegenüber eine rechtgläubige Universität zu stiften, damit die jungen Prediger wenigstens in den nördlichen Provinzen bei ihrer Erziehung dem Einfluss der Arminianer entzogen seien.

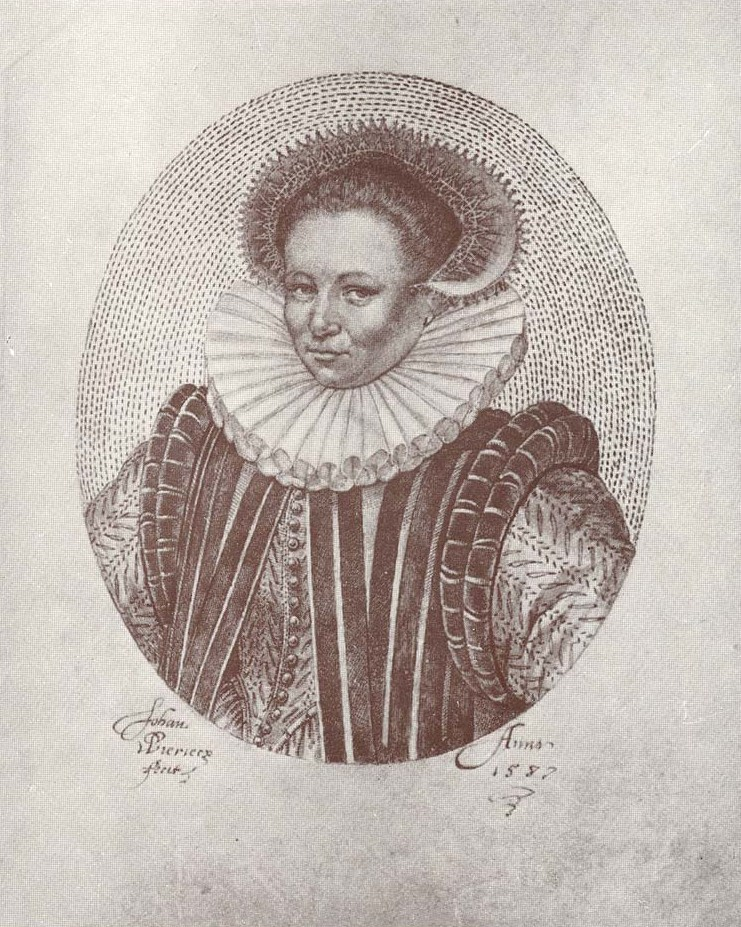
Anna Gräfin von Nassau

Wilhelm Ludwig beteiligte sich mit Herz und Seele an dem Werk und sorgte für die Berufung rechtgläubiger Professoren. Entschieden wie er war, konnte er das lang anhaltende Zögern seines Vetters nicht vertragen. In seinen Briefen aus jenen Jahren drängte er Moritz zu einem entschiedenen Auftreten gegen den Advokaten und dessen libertinische und remonstrantische Anhänger. Doch so bestimmt er auf den Sturz der Macht des Advokaten und seiner Gesinnungsgenossen lossteuerte, so gewiss war er dem systematischen Rachekrieg, welcher nach Oldenbarnevelts Gefangennahme von dessen Widersachern geführt wurde, abgeneigt. Er war ein Mann der Mäßigung und des Verstandes, dem es um die Reinheit der Religion ging, und nicht um die politische Macht und die Stellen der gefallenen Gegner, wie so vielen der Feinde Oldenbarnevelts. Am 31. Mai des Jahres 1620 starb Wilhelm Ludwig.
Seine 1587 geschlossene Ehe mit seiner nur wenige Monate nach der Hochzeit verstorbenen Cousine Anna von Oranien-Nassau blieb kinderlos. Seine Erbschaft wie seine Würden fielen seinem Bruder Ernst Casimir zu, dem Stammvater des friesischen Zweigs des nassauischen Hauses.

## Weblink
- Nassau-Dillenburg, Wilhelm Ludwig Graf von. Hessische Biografie. (Stand: 28. November 2023). In: Landesgeschichtliches Informationssystem Hessen (LAGIS).

| Vorgänger  | Amt                                  | Nachfolger |
| ---------- | ------------------------------------ | ---------- |
| Johann VI. | Graf von Nassau-Dillenburg 1606–1620 | Georg      |

| Personendaten    | Personendaten                                                                                     |
| ---------------- | ------------------------------------------------------------------------------------------------- |
| NAME             | Wilhelm Ludwig                                                                                    |
| KURZBESCHREIBUNG | Graf von Nassau-Dillenburg und Statthalter von Friesland, Stadt und Lande (Groningen) und Drenthe |
| GEBURTSDATUM     | 13. März 1560                                                                                     |
| GEBURTSORT       | Dillenburg                                                                                        |
| STERBEDATUM      | 31. Mai 1620                                                                                      |
| STERBEORT        | Leeuwarden                                                                                        |